# 3092 Herodotus
3092 Herodotus este un asteroid din centura principală, descoperit pe 24 septembrie 1960 de PLS.